# Georg Elsner (Verleger)
Georg Wilhelm Elsner (* 29. Januar 1874 in Berlin; † 30. April 1945 ebd.) war ein deutscher Verleger.

## Leben und Tätigkeit
Elsner absolvierte eine dreijährige Lehrzeit in der Berliner Polytechnischen Buchhandlung. Anschließend arbeitete er als Gehilfe in der k. u. k. Hofbuchhandlung Wilhelm Frick in Wien sowie am Bibliographischen Institut Leipzig, beim Verlag des Duden und von Meyers Lexikon. 1896 trat er in den väterlichen Betrieb, die Otto Elsner Verlagsgesellschaft in Berlin ein.
Elsner initiierte eine Programmerweiterung des Verlages, besonders im Zeitschriftenbereich. Unter seiner Leitung gab der Verlag u. a. die Theaterzeitschrift Bühne und Welt (seit 1898), die Zeitschrift Papierfabrikant (1903), Deutsche Technik (1911) sowie Das Metall (1914) heraus und verfolgte eine Programmspezialisierung auf die Gebiete Sozialpolitik, Wirtschaft, Technik, Philosophie und Arbeitsrecht.
Elsner war Gründer und langjähriger Vorsitzender des Verbandes der Fachpresse Deutschlands und wurde in die Leitung des aus ihm hervorgegangenen Reichsverbandes Deutscher Zeitschriftenverleger berufen.